# Proto-iberorromance
El proto-iberorromance o proto-ibero-romance es la lengua reconstruida que se considera antecesora de las lenguas romances habladas en la península ibérica. Esta lengua no está documentada directamente, pero se ha reconstruido a partir de los rasgos comunes de las lenguas romances ibéricas modernas.

## Historia
El proto-ibero-romance se desarrolló a partir del latín vulgar hablado en la península ibérica tras la caída del Imperio romano de Occidente. Este proceso de evolución lingüística se extendió desde aproximadamente el siglo V hasta el siglo IX.

## Características lingüísticas
El proto-ibero-romance presenta varias características que lo diferencian de otros grupos de lenguas romances. Algunas de estas características incluyen:
- La conservación de la 'f-' inicial latina.
- La palatalización de los grupos 'ct' y 'll'.
- La pérdida de la 'h' inicial latina.
- La diferenciación de las vocales largas y breves del latín.

## Ejemplos de evolución
| Latín | Proto-Ibero-Romance | Español | Portugués |
| ----- | ------------------- | ------- | --------- |
| fīlia | *fɪlja              | hija    | filha     |
| octo  | *ɔkto               | ocho    | oito      |
| lūna  | *luna               | luna    | lua       |